# Мемуро
Мемуро (яп. 芽室町 Мэмуро-тё:) — посёлок в Японии, находящийся в уезде Касай округа Токати губернаторства Хоккайдо. Площадь посёлка составляет 513,91 км², население — 19 247 человек (30 июня 2014), плотность населения — 37,45 чел./км².

## Географическое положение
Посёлок расположен на острове Хоккайдо в губернаторстве Хоккайдо. С ним граничат город Обихиро и посёлки Отофуке, Сикаои, Симидзу, Хидака.

## Население
Население посёлка составляет 19 247 человек (30 июня 2014), а плотность — 37,45 чел./км². Изменение численности населения с 1980 по 2005 годы:
| 1980 | 16 580 чел. |  |
| 1985 | 16 731 чел. |  |
| 1990 | 16 577 чел. |  |
| 1995 | 16 604 чел. |  |
| 2000 | 17 586 чел. |  |
| 2005 | 18 300 чел. |  |

## Символика
Деревом посёлка считается дуб зубчатый, цветком — Lysichiton camtschatcense, птицей — обыкновенная кукушка.